# Майор, Шандор
Шандор Майор (венг. Major Sándor, р. 31 июля 1965) — венгерский борец греко-римского стиля, призёр чемпионатов мира и Европы.

## Биография
Родился в 1965 году в Будапеште. В 1987 году стал серебряным призёром чемпионата мира. В 1988 году стал серебряным призёром чемпионата Европы, а также принял участие в Олимпийских играх в Сеуле, но наград не завоевал. В 1990 году вновь стал серебряным призёром чемпионата мира. В 1991 году стал бронзовым призёром чемпионата Европы, а на чемпионате мира занял 5-е место.